# Drobacia banatica
Drobacia banatica (Rossmässler, 1838) è un mollusco gasteropode terrestre della famiglia degli Elicidi, unica specie del genere Drobacia Brusina, 1904.